# Кривинка (река)
Кривинка (бел. Крывінка) — река в Белоруссии, протекает по территории Сенненского и Бешенковичского районов Витебской области, левый приток Западной Двины. Длина реки — 34 км, площадь водосборного бассейна — 637 км², среднегодовой расход воды в устье 3,8 м³/с, средний наклон водной поверхности 0,8 ‰.
Река вытекает из северо-западной оконечности озера Богдановское, соединённого короткой протокой с озером Сенно. Исток находится в Сенненском районе, в 8 км к северо-западу от райцентра, города Сенно.
Генеральное направление течения — северо-запад, верховья находятся в Сенненском районе, нижнее течение — в Бешенковичском районе. Кривинка течёт по Чашникской равнине, долина реки до деревни Осовец (Бешенковичский район) невыразительная, ниже — шириной 0,2-0,5 км. Пойма заболоченная, к деревне Осовец шириной 2-3 км, ниже 50-100 м. Русло от истока на протяжении 19,5 км канализировано, его ширина 4-8 м, в нижнем течении 10-15 м. В верховьях на реке обширная сеть мелиоративных каналов.
Крупнейший приток — река Берёзка (правый).
Гидрологические наблюдения ведутся на посту Добригоры. В 1986 году была введена в эксплуатацию насосная станция в деревне Старые Ранчицы для орошения близлежащих полей. С распадом СССР станция прекратила работу.
В настоящее время, каждый год шлюз с насосной станции на период весенних паводков снимается. На противоположном берегу насосной станции насыпан песок (пляж) для отдыхающих.
Кривинка протекает ряд сёл и деревень: Осовец, Шеломы, Добригоры, Палицы, Дубровка, Новые Ранчицы, Старые Ранчицы, Верхнее Кривино, Кощево, Нижнее Кривино.
Впадает в Западную Двину у деревни Хмельник чуть выше посёлка Бешенковичи.